# Nordpark (Braunschweig)

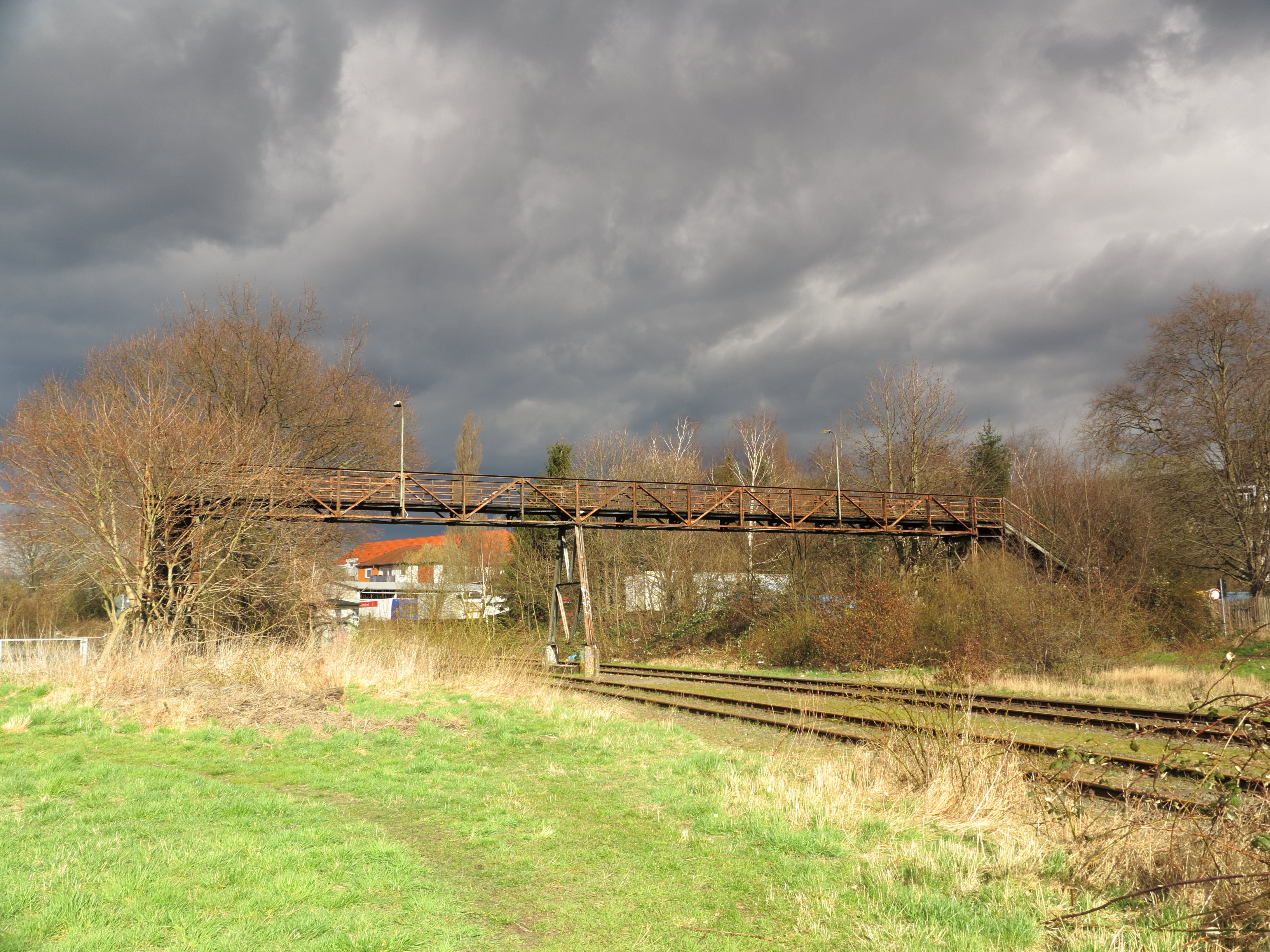
Der östliche Teil mit alter Fußgängerbrücke

Der Nordpark in Braunschweig ist eine kleine Parkanlage auf den ehemaligen Flächen des früheren Nordbahnhofs im Nördlichen Ringgebiet. Durch den Park verläuft das Ringgleis, ein Geh- und Radweg auf stillgelegten Bahntrassen.
Die derzeitigen Grünflächen sollen zukünftig umgestaltet werden und das Wegenetz ausgebaut werden, um den Anwohnern der in Entstehung befindlichen neuen Wohnviertel ein Naherholungsgebiet zu bieten. Der Park soll Flächen zum Spielen und für den Aufenthalt bieten. Das Gelände wird modelliert, um beispielsweise zum Rodeln und als Aussichtspunkt genutzt werden zu können. Da die Gleise weiterhin befahren werden, werden Querungen dieser größtenteils vermieden. Die Ideen für die Umgestaltung wurden 2013 über einen Städtebaulichen Wettbewerb ermittelt.
Derzeit besteht das Gelände größtenteils aus Rasen- und Brachflächen mit wenigen Wegen. Die ehemalige Fußgängerbrücke über die Gleise ist baufällig und soll abgerissen werden.
Im November 2017 wurde der Ringgleisweg-Abschnitt zwischen Mittelweg und Luftschifferweg freigegeben, welcher durch den Nordpark verläuft. Der Abschnitt durch den Park trägt den Namen „Ballonwiese“.

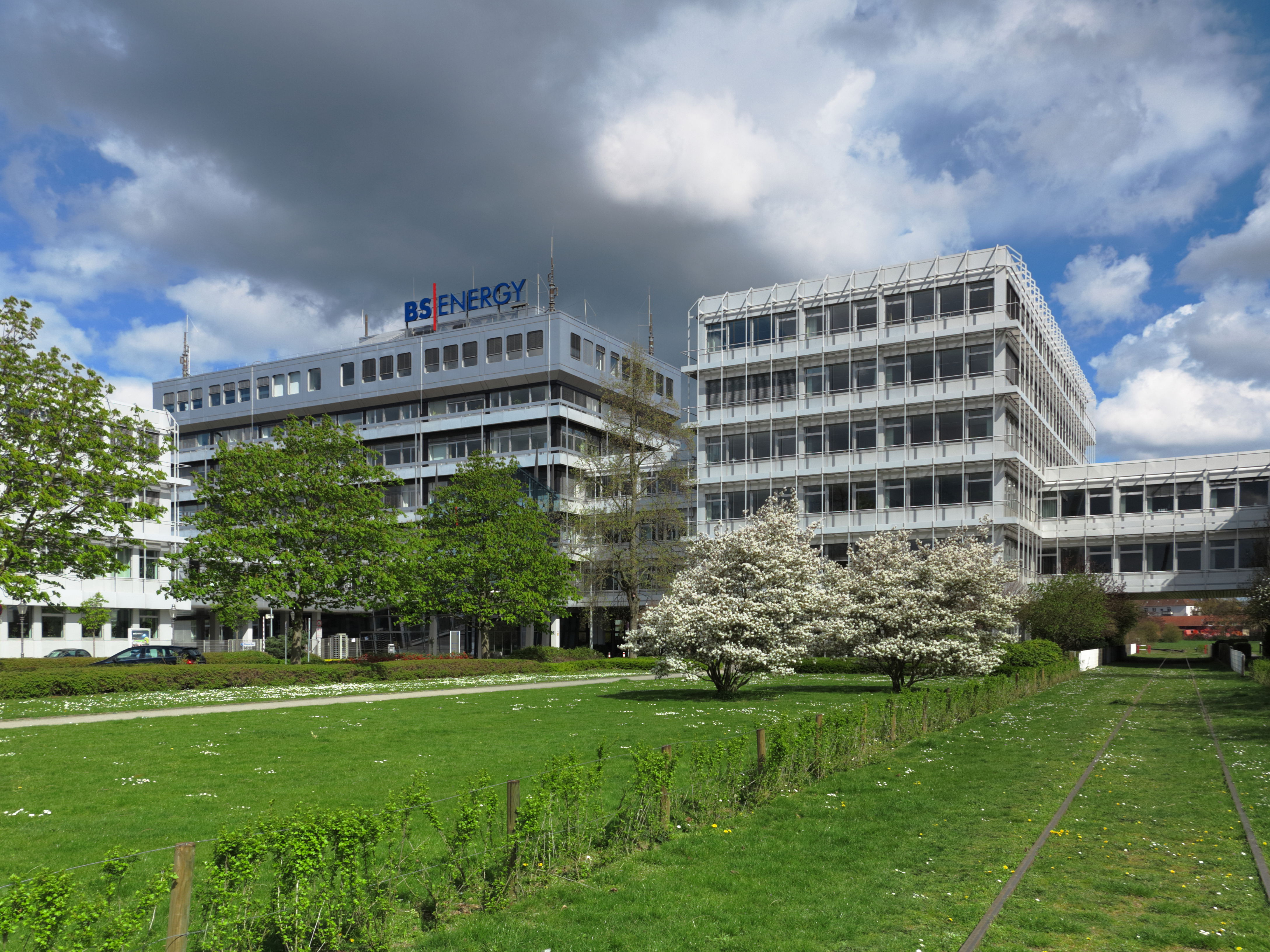
Im westlichen Teil
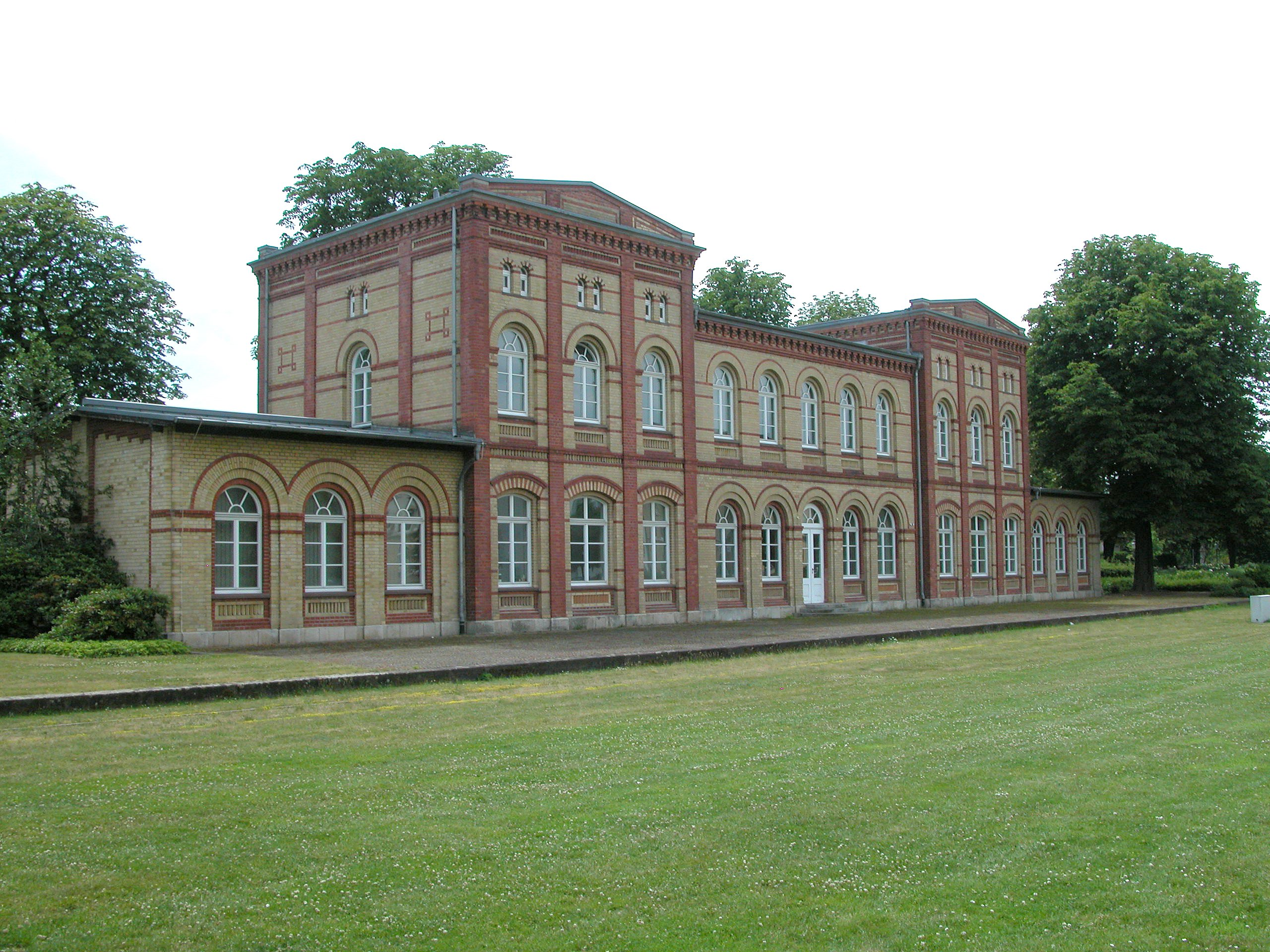
Am Nordbahnhof